# Сезон ПФК «Прикарпаття» (Івано-Франківськ) 2009—2010
Сезон «Прикарпаття» (Івано-Франківськ) 2009—2010 — 5-й сезон івано-франківського «Прикарпаття» у чемпіонатах України.

## Склад
- Воротарі:  Єршов Денис Сергійович, Локатир Іван Петрович, Іконніков Володимир Юрійович, Макогон Михайло Михайлович
- Захисники:  Гаврилишин Віталій Васильович, Зелді Сергій Володимирович, Орлатий Андрій Миколайович, Гребинський Ігор Михайлович, Мельничук Тарас Богданович, Бут Олександр Сергійович, Зарицький Олександр Леонідович
- Півзахисники:  Гунченко Дмитро Віталійович, Деркач Андрій Володимирович, Ревуцький Микола Анатолійович, Барчук Віктор Богданович, Боришкевич Володимир Іванович, Вірстюк Роман Володимирович, Іванишин Юрій Ярославович, Коржук Ігор Васильович, Семчій Ігор Мирославович, Стоцький Роман Іванович, Чернишов Максим Миколайович
- Нападники:  Микуляк Олександр Васильович, Худобяк Ігор Орестович, Щеглюк Іван Михайлович

## Чемпіонат
| М  | Команда             | І  | В  | Н  | П  | РМ    | О  |
| -- | ------------------- | -- | -- | -- | -- | ----- | -- |
| 1  | ПФК «Севастополь»   | 34 | 24 | 4  | 6  | 68−27 | 76 |
| 2  | «Волинь»            | 34 | 22 | 8  | 4  | 71−30 | 74 |
| 3  | «Сталь»             | 34 | 19 | 8  | 7  | 55−35 | 65 |
| 4  | ФК «Львів»          | 34 | 19 | 6  | 9  | 49−22 | 63 |
| 5  | ПФК «Олександрія»   | 34 | 19 | 6  | 9  | 58−34 | 63 |
| 6  | «Кримтеплиця»       | 34 | 17 | 8  | 9  | 53−28 | 59 |
| 7  | «Нафтовик-Укрнафта» | 34 | 17 | 6  | 11 | 45−35 | 57 |
| 8  | «Десна»             | 34 | 12 | 12 | 10 | 38−30 | 48 |
| 9  | «Арсенал»           | 34 | 12 | 10 | 12 | 48−44 | 46 |
| 10 | «Геліос»            | 34 | 12 | 10 | 12 | 42−47 | 46 |
| 11 | «Дністер»           | 34 | 12 | 8  | 14 | 44−47 | 44 |
| 12 | «Зірка»             | 34 | 11 | 13 | 10 | 38−40 | 43 |
| 13 | «Динамо-2»          | 34 | 12 | 5  | 17 | 35−46 | 41 |
| 14 | «Фенікс-Іллічовець» | 34 | 10 | 7  | 17 | 39−52 | 37 |
| 15 | «Енергетик»         | 34 | 8  | 11 | 15 | 32−49 | 35 |
| 16 | ФСК «Прикарпаття»   | 34 | 5  | 7  | 22 | 26−68 | 22 |
| 17 | ФК «Харків»         | 34 | 3  | 5  | 26 | 23−76 | 14 |
| 18 | «Нива»              | 34 | 3  | 4  | 27 | 18−72 | 7  |

Позначення:

## Кубок
| Команда 1         | Команда 2     | Рахунок |
| ----------------- | ------------- | ------- |
| 6 серпня          |               |         |
| ФСК «Прикарпаття» | «Кримтеплиця» | 0:3     |